# Chris Lieto
Chris Lieto (Red Bank, 7 febbraio 1972) è un triatleta statunitense. specialista dell'Ironman.
Ha vinto l'Ironman Wisconsin nel 2002, l'Ironman Canada nel 2005 ed infine l'Ironman Japan nel 2006.
Si è laureato vicecampione del mondo nella distanza Ironman a Kona nell'edizione del 2009 con un tempo di 8:22:56, alle spalle dell'australiano Craig Alexander (8:20:21) e davanti al tedesco Andreas Raelert (8:24:32). Determinante è stata la migliore frazione a piedi dell'australiano Alexander, compiuta in 2:48:05, mentre Lieto ha impiegato 3:02:35.
Nel 2011 ha vinto un altro argento, sulla distanza Ironman 70.3, nella rassegna iridata di Las Vegas, sempre alle spalle dell'australiano Craig Alexander (3:54:48), con un tempo finale di 3:58:03. Anche in questo caso è prevalsa la frazione a piedi del primo.